# Summer World University Games 2025/Teilnehmer (Israel)
| Gelbes Symbol für Goldmedaillen mit stilisierten Olympischen Ringen | Graues Symbol für Silbermedaillen mit stilisierten Olympischen Ringen | Braundes Symbol für Bronzemedaillen mit stilisierten Olympischen Ringen |
| ------------------------------------------------------------------- | --------------------------------------------------------------------- | ----------------------------------------------------------------------- |
| 1                                                                   | —                                                                     | —                                                                       |

Israel nahm an den Summer World University Games 2025 vom 16. bis zum 27. Juli mit 27 Athleten (19 Männer und 8 Frauen) teil.

## Medaillen

### Medaillenspiegel
| Rang   | Sportart       | Gold | Silber | Bronze | Gesamt |
| ------ | -------------- | ---- | ------ | ------ | ------ |
| 1      | Leichtathletik | 1    | –      | –      | 1      |
| Gesamt | Gesamt         | 1    | 0      | 0      | 1      |

### Medaillengewinner
| Name/n              | Sportart       | Wettkampf  |
| ------------------- | -------------- | ---------- |
| Gold                |                |            |
| Jonathan Kapitolnik | Leichtathletik | Hochsprung |

## Teilnehmer nach Sportarten

### Bogenschießen
| Männer - Roy Dror - Eyal Roziner - Niv Frenkel - Shamai Yamrom | Frauen - Mikaella Moshe - Alma Ifergan |

### Fechten
| Männer - Fedor Khaperskiy - Leo Rui Kaminer - Itamar Tavor - Shai Ghivoly - Adam Eliaz - Crystal Ran Traitel - Eitan Rokhkind | Frauen - Dar Hecht - Yuval Yizhaki |

### Leichtathletik
Männer
- Yonathan Kapitolnik (Hochsprung)

### Schwimmen
Männer
- Daniel Eichel
- Eitan Ben Shitrit

### Taekwondo
| Männer - Tom Pashcovsky - Ori Patishi - Ori Torgeman - Eitan Genzel - Ilia Ruderman | Frauen - Gaia Eliya Fuchs - Yarden Nesher - Ariel Vigdor - Karin Irhaiel |